# Особисте життя (фільм)
«Особисте життя» — радянський художній фільм 1974 року, знятий режисером Володимиром Довганем на Кіностудії ім. О. Довженка.

## Сюжет
Кілька днів із життя Степана Коваля, директора великого металургійного комбінату. Непростий характер героя розкривається не так на виробництві, а в колі друзів і з коханою жінкою Вірою.

## У ролях
- Микола Муравйов — Степан Коваль
- Ірина Лаврентьєва — Віра
- Олександр Январьов — Микола
- Станіслав Ландграф — Одинець
- Едуард Кошман — Спешньов
- Юрій Соколов — Околичний
- Ніна Ільїна — Ліза
- Наталія Маркіна — Зоя
- Анатолій Шаляпін — Семен
- Майя Булгакова — роль другого плану
- Олександр Хвиля — ветеран заводу
- Олександр Бєліна — епізод
- В. Семененко — епізод
- Микола Олійник — епізод
- Дмитро Миргородський — епізод
- П. Марусик — епізод
- Ярослав Ланчак — епізод
- В. Ковальчук — епізод
- Галина Демчук — епізод
- Ніна Реус — епізод

## Знімальна група
- Режисер — Володимир Довгань
- Сценаристи — Йосип Герасимов, Володимир Довгань
- Оператор — Володимир Давидов
- Композитор — Мирослав Скорик
- Художник — Анатолій Добролежа